# I Just Can't Stop Loving You
„I Just Can't Stop Loving You“ је био водећи сингл са албума „“ Мајкла Џексона.
Пјесма је написана 1982. године, али није објављена све до 1987.
Текст и музику је написао Џексон, али пошто је замишљена као дует, понуду за снимање су добили Барбара Страјсенд, Витни Хјустон, чак и Арета Френклин и Ањета Осе Фелтског. Пошто су све четири одбиле, на крају су пјесму снимили заједно Џексон и пјевачица Саида Герет која је касније за Џексона написала и велики хит „Man in the Mirror“.
Постоје још двије верзије ове пјесме, на француском „(Je ne veux pas la fin de nous“) и на шпанском („Todo mi amor eres tu“) језику.

## Позиције
| Држава               | Највиша позиција |
| -------------------- | ---------------- |
| Аустралија           | 10               |
| Белгија              | 1                |
| Данска               | 1                |
| Француска            | 12               |
| Немачка              | 2                |
| Италија              | 1                |
| Јапан                | 3                |
| Холандија            | 1                |
| Норвешка             | 1                |
| Шведска              | 4                |
| Уједињено Краљевство | 1                |
| САД                  | 1                |